# Ди Джей Ашба
Дарън Джей „DJ“ Ашба е американски композитор, китарист и дизайнер. Също така е и СЕО на Ashba Media. Той е соло китарист в групата Sixx:A.M.. Известен е с участието си в групи, като Guns N' Roses, BulletBoys и Beautiful Creatures. Работил е заедно с някои големи личности, като Мотли Крю, Drowning Pool, Marion Raven, Aimee Allen и Neil Diamond

## Биография и творчество
Ashba е роден на 10 ноември 1972 г. в Monticello, Индиана. Той е израснал в Fairbury, Илинойс. Майка му е била учителка по класическо пиано. Тя е първата, която започва да го учи на музика още от малко дете. Първия си рецитал на пиано Ashba прави, когато е на пет години, изсвирвайки „Ода на радостта“ на Бетовен. Следващото му желание е да се научи да свири на барабани. Когато е на осем, започва първата си работа – бере царевица в околността, за да събере пари и да си купи първата китара. До царевичните ниви пътува с автобус заедно с китарист на местна банда, който го учи на нов акорд всеки ден. На 16-ия му рожден ден баща му го води на първия му концерт от турнето на Mötley Crüe – Girls, Girls, Girls. По-късно той заявява: „Тълпата, музиката, светлините! Това беше нощта, в която осъзнах, че няма значение какво е необходимо, но аз един ден ще бъда на сцената!“. На 18 г. Ashba заминава за Холивуд, за да започне своя кариера.
Той се присъединява към групата Barracuda и две години пътува по турнета с тях. През 1996 г. издава дебютния си инструментален албум, който носи заглавието Addiction to the Friction. През 1998 г. се присъединява към новия състав на групата BulletBoys. По това време той се запознава с Joe Lesté от американската хардрок група Bang Tango.
През 1999 г. той се оттегля от BulletBoys, за да сформира нова група с Lesté, носеща името Beautiful Creatures. На 13 февруари 2002 г. групата обявява, че Ashba напуска и те са му намерили заместник, с който да продължат.
След като напуска Beautiful Creatures, той сформира соло банда, която носи името ASHBA. Към нея се присъединява китаристът на бившата му група – Michael Thomas, басистът John Younger и барабанистът Blas Elias.
През 2006 г. Ashba създава Funny Farms Studios, заедно с Nikki Sixx. Те започват да пишат и продуцират музика заедно с певицата Marion Raven, с която Sixx е работил по-рано. James Michael също се включва в създаването на албуми. Под името Sixx:A.M. Ashba заедно с Nikki Sixx и James Michael издават добре приетия от критиката албум The Heroin Diaries, който през 2007 г. става саундрак към автобиографията на бившия член на Mötley Crüe Nikki Sixx „The Heroin Diaries: A Year in the Life of a Shattered Rock Star.“
Първоначално бандата обявява, че не смята да прави турне. След постоянната и продължителна подкрепа от феновете, те правят гласуване за евентуални дати за национално турне. Първоначалните планове са турнето да започне през пролетта на 2008 г., но се отлага поради непредвидени обстоятелства. На 15 април 2008 г. обявяват, че ще бъдат част от Mötley Crüe's Crüe Fest, заедно с Buckcherry, Papa Roach и Trapt. Турнето започва на 1 юли 2008 г.
В луксозното издание на албума The Heroin Diaries Soundtrack, излязъл ноември 2008 г., е включено живо изпълнение на Live Is Beautiful от лятното турне на групата. През 2009 г. бандата отново е в студио и записва нов материал. На 3 май 2011 г. албумът на Sixx:A.M., озаглавен This Is Gonna Hurt, е готов.
На 23 март 2009 г. Ashba обявява, че е новият водещ китарист на Guns N' Roses, заменяйки Robin Finck, който напуска бандата, за да се присъедини към Nine Inch Nails. Първото му участие като част от турнето Chinese Democracy Tour е на 11 декември 2009 г. в Тайван. Обикаля с бандата и през 2013 г. на австралийското турне. На 27 юли 2015 г. обявява, че напуска Guns N' Roses, за да се посвети на семейството си и на групата си Sixx:A.M.
Daren Ashba е притежател и на две компании Ashba Media, Inc. и Ashbaland, Inc., чиято дейност е насочена изцяло към изкуство и музика.
Dj Ashba се жени за колумбийската красавица – актриса и модел Наталия Хенао. Двамата се срещат в Рим по време на турнето на Guns N' Roses. Предложението за брак на Ashba влиза в световните новини, тъй като прави брачното предложение, докато двойката лети над Лас Вегас с полицейски хеликоптер на Las Vegas Metro Police. Това предизвиква провеждане на официално разследване, след което трима полицейски офицери губят работата си за три години. Двамата се вричат във вечна вярност в малка църква. На празненството присъстват едва десетина души, сред които и барабанистът на Metallica Ларс Улрих.
На 12 февруари 2023 Ашба обявява официално развода си с Нати Ашба (колумбийския модел Наталия Хенао и вече музикална изпълнителка позната с името НатиАш - NatyAsh), която към момента живее и прави музика в Маями, Флорида, заедно с двете и кучета порода мопс - Емилио и Леон. Има слухове, че D.j. Ashba се среща с Кери Касем (американска радиоводещата, дъщеря на Кейси Кейсъм - американски диджей, музикален историк, радиоводещ, актьор и озвучаващ артист). Двамата често са засичани в обща компания в заведения и на представления в Лас Вегас, където живее Ашба.
Ашба работи върху нова песен под лейбъла GDM (Guitar Dance Music), с който има нови музикални изяви, предимно в Лас Вегас.